# Rio Maria
Rio Maria est une municipalité brésilienne située dans l'État du Pará.